# Google geológico
Google geológico é um plano de um grupo de cientistas da terra e especialistas em informação para vincular bancos de dados agora isolados em um motor de busca geológico que esperançosamente será um portal único que permite aos pesquisadores acessar todos os dados necessários para lidar com questões geológicas significativas. Os patrocinadores vislumbram usar técnicas de big data para investigar diversas fontes de informação para estudar questões como padrões de biodiversidade ao longo do tempo geológico, como os depósitos de metais passaram a ser distribuídos da maneira como são e o funcionamento das complexas redes de águas subterrâneas da África.
Os patrocinadores esperavam conseguir um apoio mais amplo na esperança de obter o banco de dados instalado e funcionando até 2020.